# Eucalyptus fraseri
Eucalyptus fraseri là một loài thực vật có hoa trong Họ Đào kim nương. Loài này được (Brooker) Brooker mô tả khoa học đầu tiên năm 1976.